# Águila Azteca
Águila Azteca är en ort i Mexiko.   Den ligger i kommunen San Fernando och delstaten Tamaulipas, i den centrala delen av landet, 600 km norr om huvudstaden Mexico City. Águila Azteca ligger 40 meter över havet och antalet invånare är 473.
Terrängen runt Águila Azteca är platt, och sluttar brant österut.Runt Águila Azteca är det glesbefolkat, med 9 invånare per kvadratkilometer. Närmaste större samhälle är La Lomita, 4,6 km öster om Águila Azteca. Trakten runt Águila Azteca består till största delen av jordbruksmark.